# スパゲティ博士
スパゲティ博士（スパゲティハカセ、5月14日 - ）は、日本の男性シンガーソングライター、ヒップホップMC。

## 概要
愛知を中心に活動しているヒップホップアーティスト。自他共に天才と称されるアンダーグラウンドなアーティストの一人である。
2000年以降、愛知・岐阜・三重の東海3県でヒップホップR&B等、このジャンル内で最も盛り上がったとされる三つのclubイベント『FLY AND FLASHY』『MY MEN』『BROTHER』にて出演していたアーティストの中で最重要人物であると言われている。その他アーティストLi-Luck、holy the 1st、HASAN等とも親交が深いと言われている。